# 布加勒斯特地铁
布加勒斯特地铁（羅馬尼亞語：Metroul București）是一个服务于罗马尼亚首都布加勒斯特的城市轨道交通系统，由Metrorex运营，是布加勒斯特公共运输的重要组成部分，在2018年客运量曾达1亿7970万人次。地铁现有5條线路、78.5公里长的线路和62个站。

## 历史

### 規劃
布加勒斯特地鐵最初於20 世紀初提出。1936 年至 1940 年間，布加勒斯特進行了大規模的現代化改造工程，地鐵建設計劃再次被提出，但之後因二戰而中止。1952年，罗马尼亚社会主义共和国部長會議決定成立布加勒斯特地鐵設計院和地鐵局，隸屬於交通部。地鐵研究進行了兩年，但在蘇聯的影響下，建議將地鐵作為戰爭時的防空避難所，據此地鐵深度須達20到40公尺，需要非常高的成本，罗马尼亚脆弱的經濟無法承擔，當局於是決定推遲地鐵的建設。
1970年代布加勒斯特交通逐漸飽和，地鐵的建設計劃開始實行，1972 年罗马尼亚成立了一個委員會，以發布有關地鐵建設的具體建議；1975年布加勒斯特地鐵公司成立，負責整個地鐵交通網絡建設，並於同年開始地鐵建設。

### 開通與擴張
布加勒斯特地鐵的首條路線--布加勒斯特地鐵1號線在1979年11月16日通車，第一段全長 8.1 公里、6 個車站。1981至1990年間，布加勒斯特地鐵快速擴張，其中1號線最初為東西走向路線，而目前的3号线最初為1號線西側的支線，於1983年建成；2号线則於1986年開通，為南北走向路線。1989年3號線開通 (目前1號線東段與北段)，1994年原3號線併入1號線，1號線成為6字型的環線，1號線西側支線則獨立為3號線。
然而1989年罗马尼亚革命之後，網絡的擴張速度大大放緩。2000年4号线通車，以上4條路線均是共產時代便開始建設。2008年地鐵建設再度恢復，2008年3號線東段開通，2009年透過與1號線共用7站，3號線達成東西貫通；4號線則在2011和2017年向北延長；2011年新的地鐵路線--5号线動工，一期路段於2020年9月完工通車。

## 运营中线路
| 路线顏色 | 路线名           | 启用年份 | 长度     | 站数                                   |
| -------- | ---------------- | -------- | -------- | -------------------------------------- |
|          | 1号线 (linii M1) | 1979年   | 33.67km  | 22(和3號線共用7站)                     |
|          | 2号线 (linii M2) | 1986年   | 18.7km   | 14                                     |
|          | 3号线 (linii M3) | 1989年   | 8.83km   | 15(和1號線共用7站)                     |
|          | 4号线 (linii M4) | 2000年   | 8.3km    | 8                                      |
|          | 5号线 (linii M5) | 2020年   | 7.2km    | 10                                     |
| 总共:    | 总共:            | 总共:    | 78.5公里 | 62（换乘站重复计算，共用站不重复计算） |

## 地鐵車輛

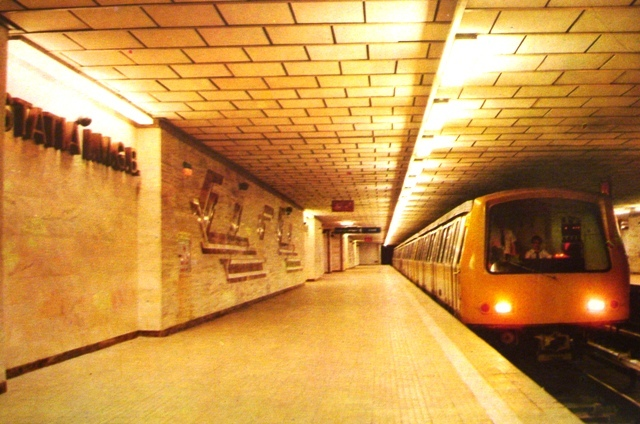
原始黃色塗裝的IVA列車
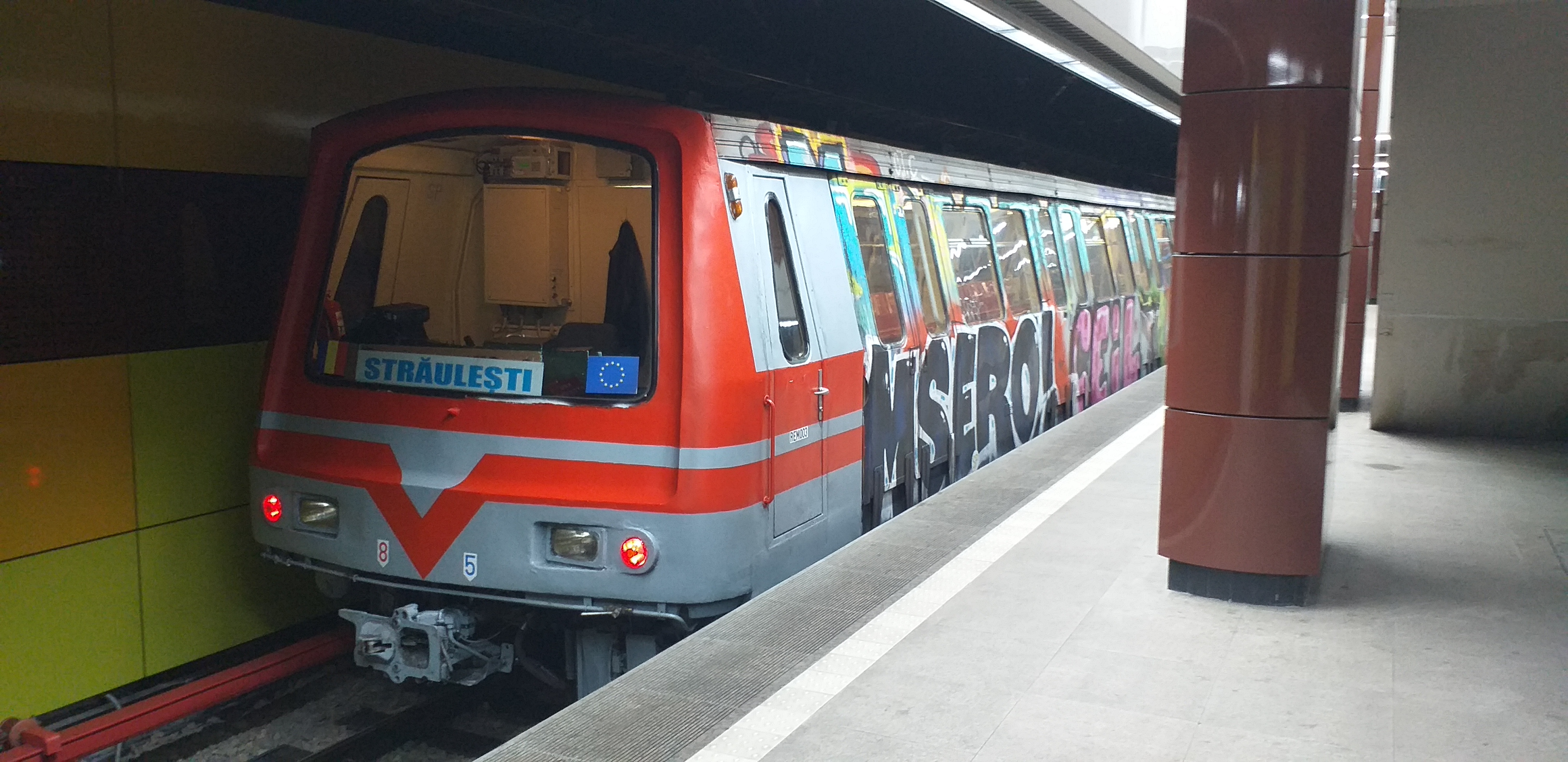
阿斯特拉IVA型列車
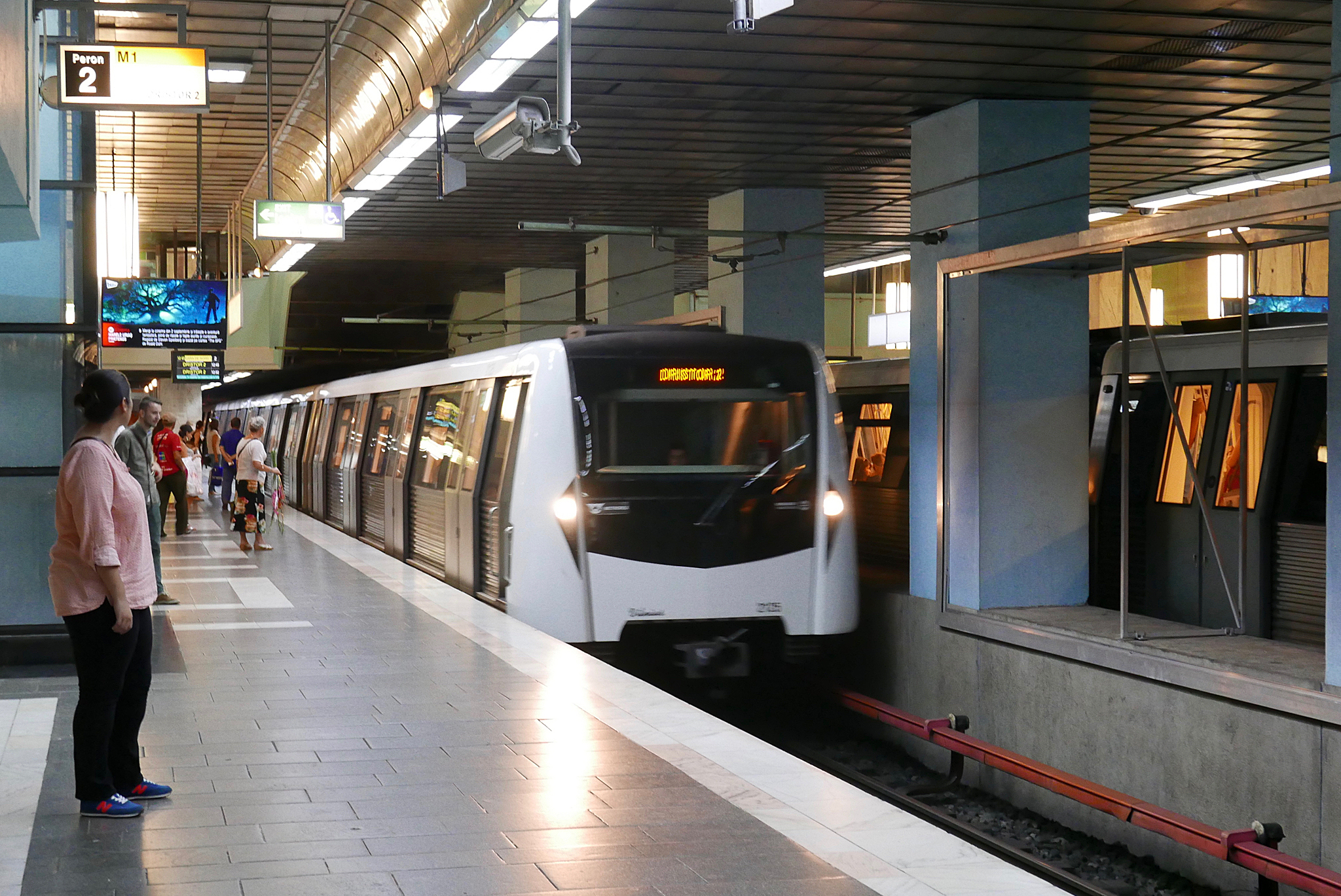
龐巴迪Movia346型
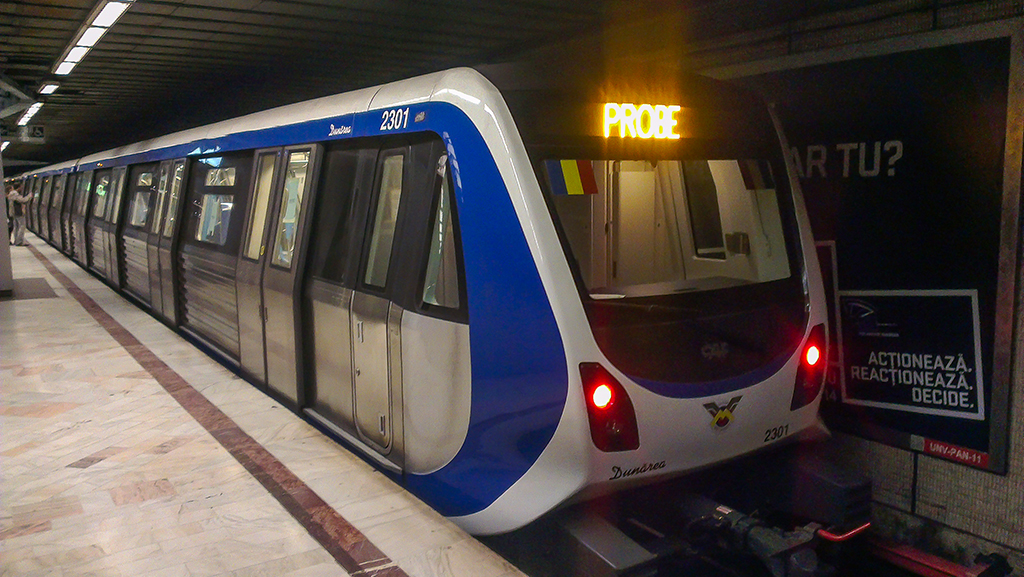
布加勒斯特地铁CAF列車

布加勒斯特地鐵使用三種類型的車輛：
- 阿斯特拉IVA型列車（英语：Astra IVA），由羅馬尼亞鐵路車輛製造公司阿斯特拉鐵路工業（英语：Astra Rail Industries）製造，建於 1976 年至 1992 年之間，最多曾有504 節車廂，目前剩餘186 節，兩節車廂為一組，採用三組、6節編組運營，每組共有68個座位與264個站位，載客量332人，最高速度100公里/小時，營運速限80公里/小時[10]。IVA型列車自1979年開始營運最初採用黃色塗裝，1980 年代中期之後改為紅、銀塗裝，2011至2014年間曾委由阿爾斯通翻新，[11]目前主要在3號線和4號線使用，並計畫逐步汰除。[12]
- 龐巴迪Movia346型，龐巴迪Movia（英语：Bombardier Movia）系列列車之一，建於 2002 年至 2008 年之間，目前有44列、264 節車廂，採用6節編組運營，車廂間連通且不可分割，每列車共有216個座位與2184個站位，載客量2400人，最高速度100公里/小時，營運速限80公里/小時，[10]自2003年開始營運，主要在1、2、3、5號線使用，塗裝以黑、白、銀為主。
- CAF列車，由西班牙鐵路車輛製造商鐵路建設和協助公司製造，2011年簽約訂購16列列車，[13] 2013 年至 2016 年之間製造，目前有16列、144 節車廂，採用4動2拖、6節編組運營，6節車廂間連通，且不可分割，每列車載客量2178人，最高速度80公里/小時，[14]自2014年開始營運[15]，採用藍、白塗裝。

## 运营
Metrorex是布加勒斯特地铁的运营公司，由罗马尼亚运输和基础设施部完全所有，曾有一个合并布加勒斯特地下和地上所有公共交通的计划，但并未实现。

### 运营時間
布加勒斯特地铁於每天 5 點到23 點間運行，高峰時段1號線和3號線共線段、2號線每3-5分鐘一班，1號線和3號線非共線段6分鐘一班，4號線8分鐘一班；其餘時間，1號線和3號線共線段每5-6分鐘一班、2號線每5-8分鐘一班，1號線和3號線非共線段8-12分鐘一班，4號線9-12分鐘一班。1號線東端的潘泰利蒙站至共和站之間為單線鐵路，僅有一半的列車會駛抵潘泰利蒙站，潘泰利蒙站的班距大約18-20分鐘。

### 票務
布加勒斯特地铁的單程票價格為3列伊，要轉乘其他交通工具，可購買綜合交通卡，價格為5列伊，可搭乘一次地鐵，並在120分鐘內無限制搭乘電車、公交車，一次購買10趟單程票為25列伊，綜合交通卡為45列伊。24與72小時套票價格分別為8、20列伊，24與72小時綜合交通卡價格分別為14、35列伊。定期票有週票至年票不等時常，價格30至700列伊，其中月票價格為80列伊；綜合交通卡定期票價格50至1200列伊，其中月票價格為140列伊。

## 未來計畫

### 路線延長
據"2016 - 2030 年布加勒斯特地鐵發展戰略"，布加勒斯特地铁現有線路中2、3、4、5號線均有延長計畫，2號線計畫北延1.6公里、增設兩站，3號線則計畫西延3.7公里、增設4站。另外2號線還計畫在南端向貝爾切尼延長3站。4號線計畫向南延伸，成為第二條南北向貫穿布加勒斯特的地鐵，延伸路線長10.84公里，計畫增設13站，可行性研究已於2020年11月公布。5號線則計畫向東延伸，5號線被分為數階段建造，最初通車的為厄洛勒站以西的一期路段，二期路段自厄洛勒站至皮亞薩·揚庫魯伊站，長約5.4公里，有6個車站，計畫2025年建成，三期將繼續東延至潘泰利蒙站，但時程未定，預計2032年以後才有可能建成。

### 新路線
布加勒斯特計畫建造新的6號線連結北站與布加勒斯特亨利·科安德国际机场，路線總長14.2公里，設12個車站。2019 年初歐盟宣布暫時只為該線路的前半提供資金，另外羅馬尼亞交通部還計畫建設一條與6號線平行的鐵路，只設置4個車站，提供機場與市區的快速連結。布加勒斯特地鐵的遠期規劃中還包括東北-西南走向的7號線，以及南側半環線 (8號線)。

### 新列車
2019 年 3 月 22 日，布加勒斯特啟動了新列車的招標，為 5號線增購 13 列列車。阿爾斯通以阿爾斯通大都會型列車贏得了招標，合同於 2020 年 12 月 2 日簽署，首批列車將最遲在 29 個月內交付。

## 外部連結
- Metrorex （页面存档备份，存于）（罗马尼亚文）（英文）
- 布加勒斯特地铁發展影片 （页面存档备份，存于）（英文）